# Klaudia Zwolińska
Klaudia Kinga Zwolińska (Nowy Sącz, 18 de diciembre de 1998) es una deportista polaca que compite en piragüismo en la modalidad de eslalon.
Participó en dos Juegos Olímpicos de Verano, obteniendo una medalla de plata en París 2024, en la prueba de K1 individual, y  el quinto lugar en Tokio 2020, en la misma prueba.
Ganó dos medallas de bronce en el Campeonato Mundial de Piragüismo en Eslalon, en los años 2022 y 2023, y cuatro medallas en el Campeonato Europeo de Piragüismo en Eslalon entre los años 2015 y 2024.
En los Juegos Europeos de Cracovia 2023 consiguió dos medallas de plata, en K1 individual y C1 individual.

## Palmarés internacional
| Juegos Olímpicos   | Juegos Olímpicos               | Juegos Olímpicos  | Juegos Olímpicos    |
| Año                | Lugar                          | Medalla           | Competición         |
| ------------------ | ------------------------------ | ----------------- | ------------------- |
| 2024               | París (Francia)                | Medalla de plata  | K1 individual       |
| Campeonato Mundial |                                |                   |                     |
| Año                | Lugar                          | Medalla           | Competición         |
| 2022               | Augsburgo (Alemania)           | Medalla de bronce | K1 por equipos      |
| 2023               | Londres (Reino Unido)          | Medalla de bronce | K1 individual       |
| Juegos Europeos    |                                |                   |                     |
| Año                | Lugar                          | Medalla           | Competición         |
| 2023               | Cracovia (Polonia)             | Medalla de plata  | K1 individual       |
| 2023               | Cracovia (Polonia)             | Medalla de plata  | C1 individual       |
| Campeonato Europeo |                                |                   |                     |
| Año                | Lugar                          | Medalla           | Competición         |
| 2015               | Markkleeberg (Alemania)        | Medalla de plata  | K1 por equipos      |
| 2022               | Liptovský Mikuláš (Eslovaquia) | Medalla de bronce | K1 por equipos      |
| 2024               | Tacen (Eslovenia)              | Medalla de oro    | K1 individual       |
| 2024               | Tacen (Eslovenia)              | Medalla de plata  | K1 cross individual |